# Finta Sámuel
Finta Sámuel (Nagyvárad, 1892. december 8. – Túrkeve, 1979. augusztus 8.) szobrász.

## Életrajz
Bátyjai, Finta Gergely és Finta Sándor hatására kezdett szobrászkodni gyermekkorában. Nagyváradon elemi iskolát és négy polgárit végzett, utána a Weiszlovits cégnél sírkővésnök-tanuló lett. Művészetére Farkas Béla szobrász volt hatással. Katona volt az első világháborúban, 1915-től hadifogoly. 1918-ban tért vissza Budapestre. Itt rövid ideig két bátyjával dolgozott. Eközben beiratkozott az Iparművészeti Főiskolára, esti tagozatra, emellett sziluett (árnykép)-vágással kereste meg a megélhetéshez szükséges pénzt. 1934-ben második feleségével Túrkevére költözött. Sírkőfaragással foglalkozott, és néhány szobrot is készített.

## Kiállítások
- Több kiállítása volt Túrkevén:

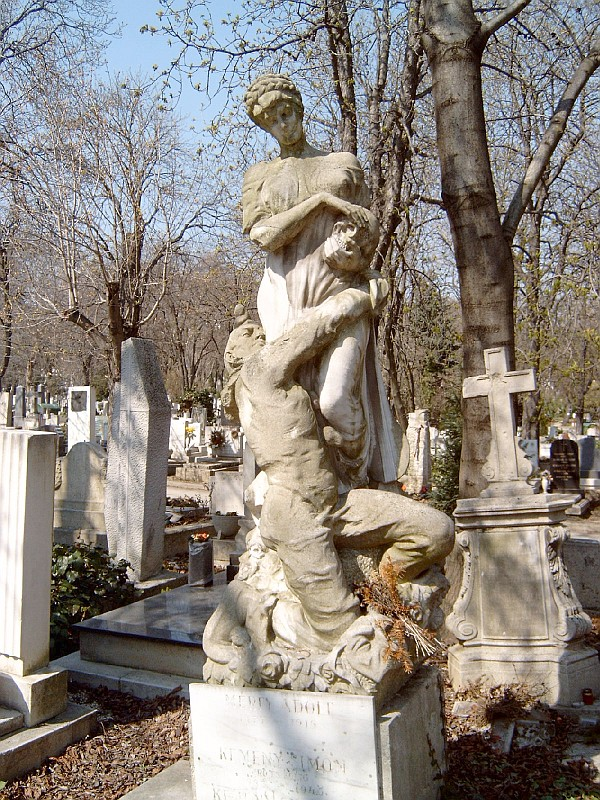
Mérei Adolf sírja Budapesten. Farkasréti temető: 1-1-355/356. Finta Sámuel alkotása.

- 1960. április 4-én Mihály István festőművésszel közösen
- 1972-ben a Művelődési Házban
- 1977-ben a Táncsics Klubban, melyhez katalógus is készült. A katalógust összeállította és a kiállítást megnyitotta dr. Losonczi Miklós művészettörténész.
- 1980-ban a Finta Múzeumban két bátyjával közös grafikai kiállítása volt. A kiállítást ismét dr. Losonczi Miklós nyitotta meg, a katalógust is ő készítette el.